# Баганцола (Парма)
Баганцола (итал. Baganzola) је насеље у Италији у округу Парма, региону Емилија-Ромања.
Према процени из 2011. у насељу је живело 2205 становника. Насеље се налази на надморској висини од 42 м.